# Isvulkan (meteorologi)

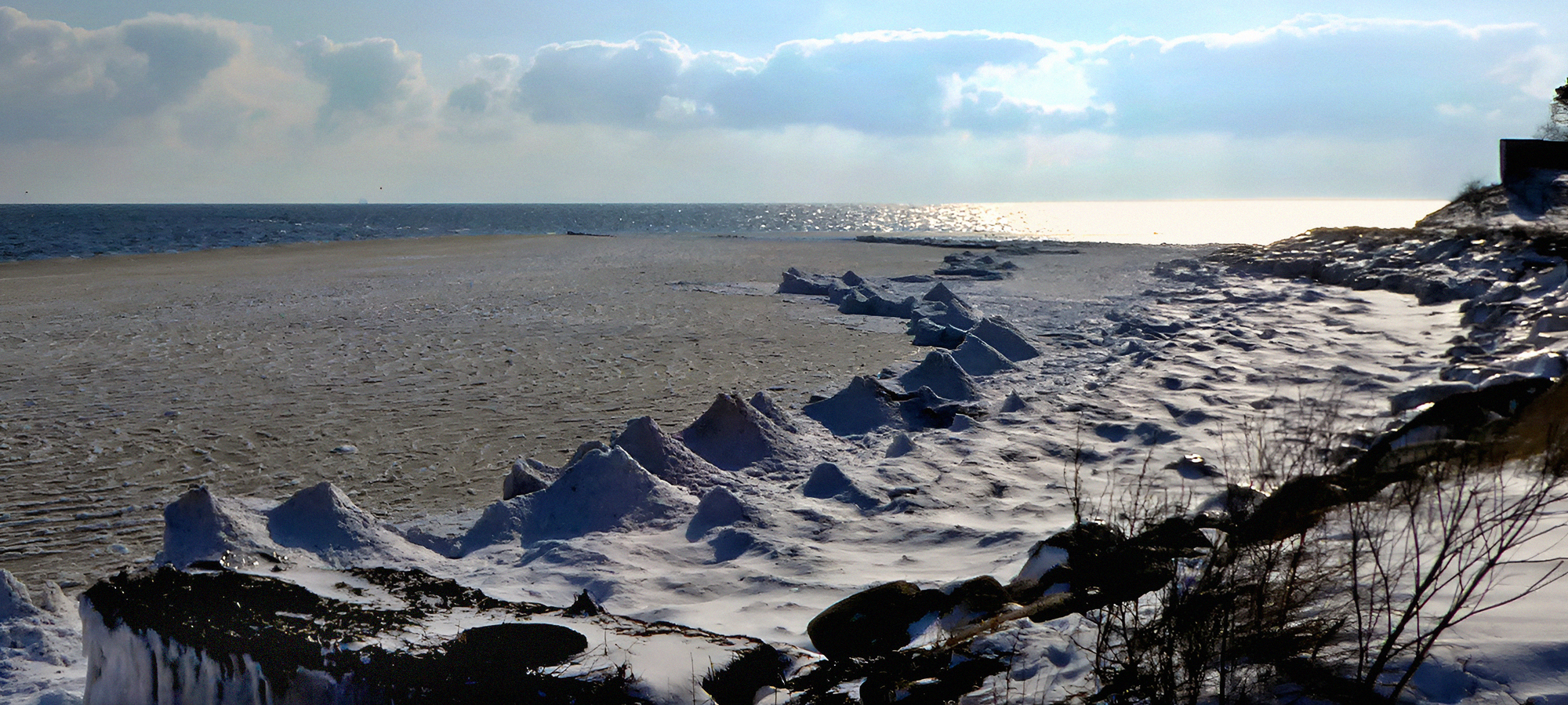
Isvulkaner vid Ystad Saltsjöbad 2018.

En isvulkan är ett meteorologiskt fenomen som bildas vid vissa meteorologiska förutsättningar. Vid mycket låga temperaturer bildas det en hållbar stark is. I kombination med starka vindar bildas det sprickor och hål i isen, i dessa hål sprutar sen vatten upp som fryser till is och bygger upp formen av en vulkan.